# Tat'jana Efimenko
Tat'jana Aleksandrovna Efimenko, reso in traslitterazione anglosassone: Tatyana Efimenko (in russo Татьяна Александровна Ефименко?; Biškek, 2 gennaio 1981), è un'ex altista kirghisa.

## Biografia
Nata nella RSS Kighisa, Efimenko debutta internazionalmente nel 1997 vincendo una medaglia d'oro ai Campionati asiatici juniores in Thailandia. L'anno seguente ha vinto una medaglia di bronzo ai Mondiali juniores in Francia ed ha debuttato tra i seniores arrivando quarta nel salto in alto ai Giochi asiatici di Bangkok. Nella medesima competizione ha esordito anche nel salto triplo, disciplina poi accantonata. A livello regionale ha vinto numerose medaglie nelle competizioni asiatiche, tra cui spicca l'oro preannunciato ai Giochi asiatici di Pusan del 2002.
A livello extra-continentale Efimenko ha preso parte a diverse edizioni dei Mondiali e a tre edizioni consecutive dei Giochi olimpici dal 2000 al 2008.

## Record nazionali
- Salto in alto: 1,97 m ( Roma, 11 luglio 2003)
- Salto in alto indoor: 1,95 m ( Stoccolma, 2 febbraio 2006)

## Palmarès
| Anno | Manifestazione             | Sede             | Evento        | Risultato | Prestazione | Note |
| ---- | -------------------------- | ---------------- | ------------- | --------- | ----------- | ---- |
| 1997 | Campionati asiatici U20    | Bangkok          | Salto in alto | Oro       | 1,77 m      |      |
| 1998 | Mondiali U20               | Annecy           | Salto in alto | Bronzo    | 1,84 m      |      |
| 1998 | Giochi asiatici            | Bangkok          | Salto in alto | 7ª        | 1,84 m      |      |
| 1998 | Giochi asiatici            | Bangkok          | Salto triplo  | 15ª       | 12,01 m     |      |
| 1999 | Universiadi                | Palma di Maiorca | Salto in alto | 18ª (q)   | 1,80 m      |      |
| 1999 | Mondiali                   | Siviglia         | Salto in alto | 32ª (q)   | 1,80 m      |      |
| 1999 | Campionati asiatici U20    | Singapore        | Salto in alto | Oro       | 1,88 m      |      |
| 1999 | Giochi dell'Asia centrale  | Biškek           | Salto in alto | OC        | 1,95 m      |      |
| 2000 | Campionati asiatici        | Giacarta         | Salto in alto | Bronzo    | 1,80 m      |      |
| 2000 | Giochi olimpici            | Sydney           | Salto in alto | nm (q)    | nm (q)      |      |
| 2000 | Mondiali U20               | Santiago         | Salto in alto | dns       | dns         |      |
| 2002 | Campionati asiatici        | Colombo          | Salto in alto | Oro       | 1,92 m      |      |
| 2002 | Giochi asiatici            | Pusan            | Salto in alto | Oro       | 1,90 m      |      |
| 2003 | Mondiali indoor            | Birmingham       | Salto in alto | 12ª (q)   | 1,90 m      |      |
| 2004 | Giochi olimpici            | Atene            | Salto in alto | 23ª (q)   | 1,89 m      |      |
| 2005 | Mondiali                   | Helsinki         | Salto in alto | nm (q)    | nm (q)      |      |
| 2005 | Campionati asiatici        | Incheon          | Salto in alto | Oro       | 1,92 m      |      |
| 2006 | Campionati asiatici indoor | Pattaya          | Salto in alto | Argento   | 1,91 m      |      |
| 2006 | Mondiali indoor            | Mosca            | Salto in alto | 16ª (q)   | 1,86 m      |      |
| 2006 | Giochi asiatici            | Doha             | Salto in alto | Argento   | 1,91 m      |      |
| 2007 | Campionati asiatici        | Amman            | Salto in alto | Argento   | 1,94 m      |      |
| 2008 | Campionati asiatici indoor | Doha             | Salto in alto | Oro       | 1,91 m      |      |
| 2008 | Mondiali indoor            | Valencia         | Salto in alto | 17ª (q)   | 1,81 m      |      |
| 2008 | Giochi olimpici            | Pechino          | Salto in alto | nm (q)    | nm (q)      |      |
| 2009 | Campionati asiatici        | Canton           | Salto in alto | 4ª        | 1,87 m      |      |
| 2010 | Giochi asiatici            | Canton           | Salto in alto | 5ª        | 1,87 m      |      |